# Touba (Mali)
Pour les articles homonymes, voir Touba.
Touba est une localité malienne,  chef-lieu de la commune de Duguwolowula, dans le cercle de Banamba et la région de Koulikoro. 

## Géographie
La localité de Touba est située sur la route régionale RR10 (axe Banamba-Kérouane) à 14 km au sud-est du chef-lieu de cercle Banamba. 

## Population
La population de la ville était de 15 925 habitants en 2008.